# داستان دو قلب (فیلم)
داستان دو قلب (به هندی: Do Dilon Ki Dastaan) یا داستان دو دل فیلمی محصول سال ۱۹۸۵ و به کارگردانی ای. سی ترلیوکچاندار است. در این فیلم بازیگرانی همچون سانجی دات، پادمینی کولاپوری، شاکتی کاپور، کجال کیران و اوم پراکاش ایفای نقش کرده‌اند.